# ソビエト
ソビエト（ロシア語: Совет [sɐˈvʲet] ( 音声ファイル)、発音は「サヴィェート」）は、ロシア革命時のロシア帝国において、社会主義者の働きかけもありながら、主として自然発生的に形成された労働者・農民・兵士の評議会（理事会）。もしくはそれらの（建前ないし名目上の）後継組織であるソビエト連邦の議会。ラテン文字表記や英語では「Soviet」が一般的である。日本語のカタカナ表記としては「ソビエト」や「ソヴィエト」が比較的よく用いられるが、古い資料などでは「ソヴェト」「ソヴェート」という表記もある。

## 歴史

### ソビエトの起源
ソビエト（Совет）とはロシア語で「会議」や「評議会」を意味する語である。労働者・農民の自主組織としての「ソビエト」は1905年の民主化運動の中で初めて出現し、その起源に定説はないが、宗教改革後に生まれた反動組織である「古儀式派」との関連が指摘されている。

### 第一次ロシア革命期
1905年の第一次ロシア革命の際、労働者によるゼネラル・ストライキが始まる直前の10月10日に、労働者を幅広く包括する無党派の大衆組織を創設することをペテルブルクのメンシェヴィキが提案した。数日後に労働者代表ソビエトがつくられた。議長はフルスタリョーフ・ノサーリだったが、実際に宣言や決議文を起草していたのはレフ・トロツキーだった。
ボリシェヴィキは当初、ソビエトに対して否定的な態度をとった。10月27日、党中央委員会は「ソヴェトに関して社会民主主義者の任務は、党の綱領と戦術的指導をうけいれさせることにある」という決議を採択した。ソヴェトが党の指導を受け入れない場合は脱退する、とした。しかし亡命先から帰国中のレーニンはソヴェトを「臨時革命政府の萌芽」と評価した。11月以降、ボリシェヴィキのソヴィエトに対する否定的評価は消えていった。
10月のストライキは政府から十月詔書を引き出し、一定の成功をおさめた。しかし11月に行われたストライキは十分な広がりをもたず、失敗に終わった。ソビエトは退潮に向かい、11月末にはフルスタリョーフ・ノサーリが逮捕され、12月には他の幹部も逮捕されて壊滅した。12月にはモスクワのソビエトが武装蜂起したが、やはり失敗に終わった。

### 二月革命から十月革命へ
ソビエトは、1917年の二月革命の際に再び結成された。2月27日のペトログラード・労働者代表ソビエト設立会議では、メンシェヴィキのチヘイゼが議長として選ばれた。3月1日の総会では兵士の代表も加わり、労働者・兵士代表ソビエトとなった。この総会はペトログラード守備隊に対する「命令第一号」を決定した。これは「国会軍事委員会の命令は、それが労兵ソヴェトの命令と決定に反する場合をのぞいて履行すべきである」「一切の武器、小銃、機関銃、装甲車などは中隊、大隊委員会の管理と統制のもとにおかれ、要求があっても将校には決して引き渡してはならない」などといった内容を含んでおり、国家権力の一部を分有する姿勢を示すものだった。結果として臨時政府とソビエトの二重権力状態が生じた。
4月に帰国したレーニンは、「現在の革命におけるプロレタリアートの任務について」(四月テーゼ)で、労働者代表ソヴィエトを「ただ一つ可能な革命政府の形態」と評価し、臨時政府打倒と全権力のソビエトへの移行を主張した。ソビエトはパリ・コミューンと同じ型の権力と評価された。
8月から9月にかけ、ボリシェヴィキはペトログラードとモスクワのソビエトで多数派の支持を獲得した。それを受けてレーニンはボリシェヴィキ内で武装蜂起による権力奪取を呼びかけた。ペトログラード・ソビエトの議長だったトロツキーはソビエトの軍事革命員会を率いて蜂起の準備を進め、10月25日の労働者・兵士ソビエト第二回全ロシア大会の直前に実行して権力を奪取した。

### 十月革命以後
ソビエトは十月革命により国家機関となったが、レーニンが構想した通りのコミューン型国家は実現されず、むしろそこから急速に離れていった。
政府機関として、ソヴィエトとは別に人民委員会議が設立され、レーニンが議長に就任した。ボリシェヴィキ党内で反対意見があったにもかかわらず、この制度はそのまま恒常化し、1918年の憲法にも書き込まれた。人民委員会議は「全体として全ロシア・ソビエト大会および全ロシア・ソビエト中央執行委員会にたいして責任を負う」と規定された(第46条)。ソヴィエトは人民委員会議を権威づけるだけの存在になっていった。
ソビエトの全ロシア中央執行委員会は、1918年6月14日、社会革命党とメンシェヴィキをソビエトから追放する布告を出した。つづく7月には左翼社会革命党がボリシェヴィキ政権に対して反乱を起こした。ソビエトにはボリシェヴィキだけが残り、その結果、政策決定はボリシェヴィキ党内で完結するようになっていった。

## 表現・用例に関する留意点

### ロシア語の一般名詞としてのソビエト
ロシア語以外の言語では、「ソビエト」という単語は「ソ連」の同意語、ないし「ソ連型社会主義」や「共産主義」に類した語、もしくはそれらと密接な関係を持った語として扱われる場合が多い。しかし、ロシア語においては「ソビエト(совет)」という単語は、「忠告、助言」、「会議、協議、評議」、「協議会、評議会、理事会」などを意味する一般名詞であり、日常会話のなかでは（国家としての）「ソ連」や「共産主義」と特に関係のない文脈において用いられる場合が多い。
例えば、「会議、評議会」としての「совет」は、帝政ロシア時代から現在まで国内外の会議・議会等に用いられている。また、ソ連の各級立法・行政機関も「ソビエト」と呼ばれていた。現在のロシア連邦議会上院も「Совет Федерации」（サヴィェート・フェデラーツィイ、連邦会議）と表現される。同様に、帝政ロシアや現在のロシアを含む各国の国務院は「Государственный Совет」（ガスダールストヴェンヌィイ・サヴィェート）と呼ばれている。また、国際組織としては、国際連合安全保障理事会が「Совет Безопасности」、欧州連合理事会が「Совет Европейского Союза」、といった形で表現される。
また、この一般名詞「совет」から展開される語としては、「忠告者」、「顧問、参事」を意味する名詞「советник」（サヴィェートニク）や「совечик（女性形：совечица）」（サヴィェーチク：サヴィェーチッツァ）、「忠告する」を意味する動詞「советовать」（サヴィェータヴァチ）及び「посоветовать」（パサヴィェータヴァチ）、「助言を求める」を意味する動詞「советоваться」（サヴィェータヴァッツァ）及び「посоветоваться」（パサヴィェータヴァッツァ）、「会議、審議会」を意味する「совещание」（サヴィシシャーニイェ）、その形容詞の「совещательный」（サヴィシシャーチェリヌィイ）、「協議する」という動詞の「совещаться」（サヴィシシャーッツァ）などがある。
一方、（固有名詞から展開される形容詞）「ソ連の」「ソビエトの」は、「советский」（サヴィェーツキイ）と表現される。

### 他言語におけるソビエト
「ソビエト」はロシア語においては本来は一般名詞であるが、「ソビエト」という語は日本語や英語のようなロシア語以外の他言語においては意味的な訳語を用いることなく固有名詞的に音そのままに「ソビエト」と表現され用いられる場合が多い（音訳）。中国語における漢字表記も音訳の「蘇維埃」であり、1931年に中国共産党の樹立した中華ソビエト共和国も漢字表記は「中華蘇維埃共和國」である。
ただし、いくつかの言語においては意味的な訳語が用いられている（意訳）。ウクライナ語では「議会」を意味する「ラーダ（рада）」がソビエトの訳語として用いられており、「ウクライナ・ソビエト社会主義共和国」もウクライナ語では「ウクライナ・ラーダ社会主義共和国（Українська Радянська Соціалістична Республіка）」となる（ただし、非ウクライナ語圏においては、単に「ラーダ」といった場合は反ボリシェヴィキ派の組織であるウクライナ中央ラーダを指すことが多い）。また、バルト三国のリトアニア語（taryba）、ラトビア語（padome）、エストニア語（nõukogu）でも訳語が用いられている。ソ連国外ではフィンランド語、モンゴル語等で訳語が用いられる。
また、ドイツ革命時に作られたソビエトに相当する労兵評議会は、ドイツ語で「レーテ」(Räte, ロシア語の一般名詞としての「ソビエト」とほぼ同じ意味)と呼ばれた。ただし現在のドイツ語でソ連やソ連のソビエトを指す「ソビエト」はそのまま「Sowjet」である。

## 各地のソビエト
ロシア革命からその後のロシア内戦期にかけてロシアとその周辺には、次表のように「ソビエト」の名を冠した国家組織ないし政権（統治機関）が旧ロシア帝国内外に誕生した。